# Callopora lata
Callopora lata är en mossdjursart som först beskrevs av Arnold Girard Kluge 1907.  Callopora lata ingår i släktet Callopora och familjen Calloporidae. Inga underarter finns listade i Catalogue of Life.